# イニョプの道
イニョプの道（イニョプ の みち、朝鮮語: ハニョドゥル、ハングル: 하녀들）は、韓国JTBCにて2014年12月12日から2015年3月28日まで放送されたテレビドラマ（時代劇）。全20話。原題はメイドたち、下女たちの意。

## 概要
2014年に新設されたJTBCのテレビドラマ放送枠JTBC金土ドラマの第1作目にあたる。チョ・ヒョンギョンら3名が脚本を担当し、チョ・ヒョンタク、シム・ナヨンの2名が演出を担当した。当初はユナの街の後番組としてJTBC月火ドラマ枠で放送予定であったが、新規の放送枠で放送されることとなった。第1話で他作品の初回視聴率を上回る視聴率2.41パーセントを記録したが、第2話放送予定日であった12月13日にドラマセット上で火災事故が発生しスタッフが死亡したため放送を中断、約1月後の2015年1月23日に、12月12日放送の第1話を再編集したものが改めて放送された。放送再開後は視聴率が徐々に上がり、最終話では5.3パーセントを記録した
。
陰謀に巻き込まれて奴婢の身分にまで落とされた開国功臣の娘が困難に立ち向かう姿や、彼女の周囲の人々の間で繰り広げられるロマンスが作品のメインテーマ。

## あらすじ
15世紀初頭、朝鮮王朝第3代王太宗の治世。わがままに育った両班の娘のイニョプであったが、名家の御曹司ウンギとの婚礼の最中、突如悲劇が起こる。イニョプの父が何者かの陰謀により濡れ衣を着せられて処刑され、イニョプは逆賊の娘として奴婢へと身分を落とされたのであった。
すべてを失ったイニョプは自殺を試みるが、王の庶子であることを知らず奴婢として生きるムミョンに助けられる。 イニョプの父の無実を証明し身分を取り返すために生きることにしたイニョプだが…。

## 登場人物
登場人物は、個別に注釈がない場合はにもとづく:
- クク・イニョプ：チョン・ユミ

本作品の主人公。クク・ユの娘。
- ムミョン／イ・ビ：オ・ジホ

ホ・ウンチャム家の下男頭。マヌォル党の一員。正体は太宗の庶子。
- キム・ウンギ：キム・ドンウク

キム・チグォンの息子でイニョプの元婚約者。
- ホ・ユノク：イ・シア（朝鮮語版）

ホ・ウンチャムの娘でホ・ユンソの妹。内心秘かにウンギを愛しており、イニョプに嫉妬していた。

### クク家
- クク・ユ：チョン・ノミン

イニョプの父。府院君の爵位を持つ開国功臣。反逆罪の濡れ衣を着せられ処刑される。
- サウォル：イ・チョヒ（朝鮮語版）

クク家の元下女。イニョプに対して篤い忠誠心を持つ。
- プンイ：イム・ヒョンソン（朝鮮語版）

クク家の元下男。
- トック：チ・スンヒョン

クク家の元下男。クク・ユの従僕を務めていた。

### キム家
- キム・チグォン：キム・ガプス

ウンギの父で戸曹判書（ホジョパンソ）を務める朝廷の重臣。
- ハン氏：チン・ヒギョン

キム・チグォンの妻でウンギの母。

### ホ家
- ホ・ウンチャム：パク・チョルミン（朝鮮語版）

ユノク、ユンソの父。兵曹判書（ピョンジョパンソ）。監視のためイニョプを自邸の家婢とする一方、太宗の庶子を探し求める。
- ユン氏：チョン・ミソン（朝鮮語版）

ホ・ウンチャムの妻でユノク、ユンソの母。
- ホ・ユンソ：イ・イギョン

ユノクの兄でウンギの友人。
- カン氏：イ・エル（朝鮮語版）

ユンソの妻。
- ヘサン：チェ・グッキ

ホ家の下女頭。ユン氏に信頼されている。
- タンジ：チョン・ソミン

ホ家の使用人。上昇志向が強い。ユンソと愛し合っている。
- タンジの母：イ・ヨンギョン

ホ家の使用人。ユノク、ユンソの乳母を務めた。身の程知らずの夢を抱く娘を案じている。
- トクセ：キム・ジョンフン

ホ家の作男。ユノクの事を秘かに愛している。
- ケトン：チョン・スジン

ユノクの小間使い。
- ヨンチュン：シム・フンギ

ホ家の作男。
- オギ：キム・ヘナ

ホ家の下女。

### その他
- 太宗／イ・バンウォン：アン・ネサン

李氏朝鮮第3代国王。かつて使用人の女性と愛し合ったが、その女性が自分の子を産んでいたことを知り、その所在を調べさせている。
- 太祖／イ・ソンゲ：イ・ドギョン

李氏朝鮮初代国王で現在は上王。太宗と対立し咸興の離宮に住む。
- カヒア：イ・チェヨン

キム・チグォンが所有する妓房の看板妓生。
- チボク：オム・デグ

マヌォル党（満月党）の一員。
- パウ：ヤン・スンピル

ウンギの従僕。

## 韓国国外での放送

### 日本
CS局衛星劇場にて2015年7月15日から、毎週水曜日23:00から1日2話ずつ放送された後、NHKBSプレミアムにて2016年4月3日より2か国語放送の形で放送開始。同年8月28日に全話を編集し1話にまとめた総集編の放送をもって終了した。日本語版の吹替を担当した声優は以下の通り:
クク・イニョプ: 樋口あかり
ムミョン: 藤真秀
キム・ウンギ: 野島裕史
ホ・ユノク: 三木美
クク・ユ: 金尾哲夫
サウォル: 松本沙羅
キム・チグォン: 菅生隆之
ハン氏: 一柳みる
ホ・ウンチャム: 佐々木梅治
ユン氏: 駒塚由衣
ホ・ユンソ: 内田岳志
カン氏: 坂井恭子
ヘサン: 磯部万沙子
タンジ: 平井祥恵
タンジの母: 岡本易代
太宗: 森田順平
太祖: 津嘉山正種
カヒア: 佐古真弓
パウ: 上村祐翔

### 台湾
CS局東森電視系チャンネル東森戯劇台にて、2015年11月26日から翌2016年1月1日まで放送された。侍女們のタイトルが用いられた。